# EVA Records
EVA Records var ett svenskt skivbolag, grundat 1989 med kontor i Stockholm. Bolaget har specialiserat sig på att ge ut samlings- och temaalbum med låtar licensierade från andra skivbolag. De har under varumärket Absolute gett ut flera CD-skivor som sålts i mer än 18 miljoner exemplar. Bokstäverna EVA står för de ursprungliga ägarföretagen EMI, Virgin och Ariola, vilkas artister förekom på samlingsskivorna. Under sent 2014 och tidigt 2015 avvecklades samarbetet och i stället övertog Warner Music utgivningen av Absoluteserien.
Ägare till varumärket Absolute är enligt Patent- och registreringsverkets varumärkesregister Virgin Records Sweden AB. 
EVA Records ägs av the big four - EMI, Sony Music, Universal Music och Warner Music.

### Fotnoter
1. 1 2  Lars Nylin (18 maj 2015). ”Dokument Eva Records”. Musikindustrin. http://www.musikindustrin.se/2015/05/18/dokument-eva-records/. Läst 27 december 2018.
2. ↑  Daniel Atterbom (20 november 2001). ”Absolute Music fyller 15” (på svenska). JPS Media. http://www.jpsmedia.se/2007/06/20/absolute-music-fyller-femton/. Läst 27 december 2018.